# Aleksander Skrzyński
Aleksander Józef Skrzyński (19 marzo 1882 – Ostrów Wielkopolski, 25 settembre 1931) è stato un politico polacco.
Ha ricoperto la carica di Primo ministro della Polonia dal 1925 al 1926.